# La Frénaye
La Frénaye település Franciaországban, Seine-Maritime megyében. Lakosainak száma 2079 fő (2022. január 1.). La Frénaye Lillebonne, Lintot és Port-Jérôme-sur-Seine községekkel határos.

## Népesség
A település népességének változása:
| Lakosok száma | 2070 | 2137 | 2207 | 2134 | 2114 | 2093 | 2091 | 2081 | 2079 |
|               | 2013 | 2015 | 2016 | 2017 | 2018 | 2019 | 2020 | 2021 | 2022 |